# Nicolae Davidescu
Nicolae Davidescu (24 octobre 1888 - 12 juin 1954) est un poète symboliste et romancier roumain.